# Domodossola
De stad Domodossola is gelegen in de Noord-Italiaanse regio Piëmont. Ze ligt op het punt waar de vijf Ossolaanse dalen samen komen (Val d'Ossola, Valle Antrona, Val Bognanco, Valle Antigorio en Valle Vigezzo). Het gebied rondom de stad is sterk geïndustrialiseerd, het omringende gebergte rijk aan stuwmeren en elektriciteitscentrales.
Domodossola heeft een klein, maar goed geconserveerd middeleeuws centrum. Middelpunt is de Duomo die gewijd is aan de heiligen San Gervasio en San Protasio.

## Verkeer
Domodossola ligt aan het begin van de route naar de 2005 meter hoge Simplonpas die Piëmont met Zwitserland verbindt. Deze bergweg werd in 1805 door Napoleon geopend en zorgde voor de groei van de stad. Ondanks de flinke hoogte is deze weg het gehele jaar voor verkeer geopend. 
De stad ligt aan de Italiaanse zijde van de Simplonlinie naar het Zwitserse Brig. Dit traject omvat de 19 kilometer lange Simplontunnel en na de opening van deze tunnel in 1906 kreeg de stad een tweede groeispurt.
Vanuit Domodossola loopt de spoorlijn verder richting zuiden naar Milaan. Het traject tot Novara werd in 1888 geopend.
Ten zuiden van de stad ligt het rangeerterrein Domo II met een containerterminal van het bedrijf Hangartner.
Tevens is er de smalspoorlijn Centovallibahn vanuit Domodossola naar Locarno. Deze wordt geëxploiteerd door de Ferrovie Autolinee Regionali Ticinesi (FART).

## Geboren
- Lorenzo Squizzi (1974), voetballer
- Massimiliano Blardone (1979), alpineskiër
- Maurizio Oioli (1981), skeletonracer
- Francesca Barale (2003), wielrenster

## Foto's

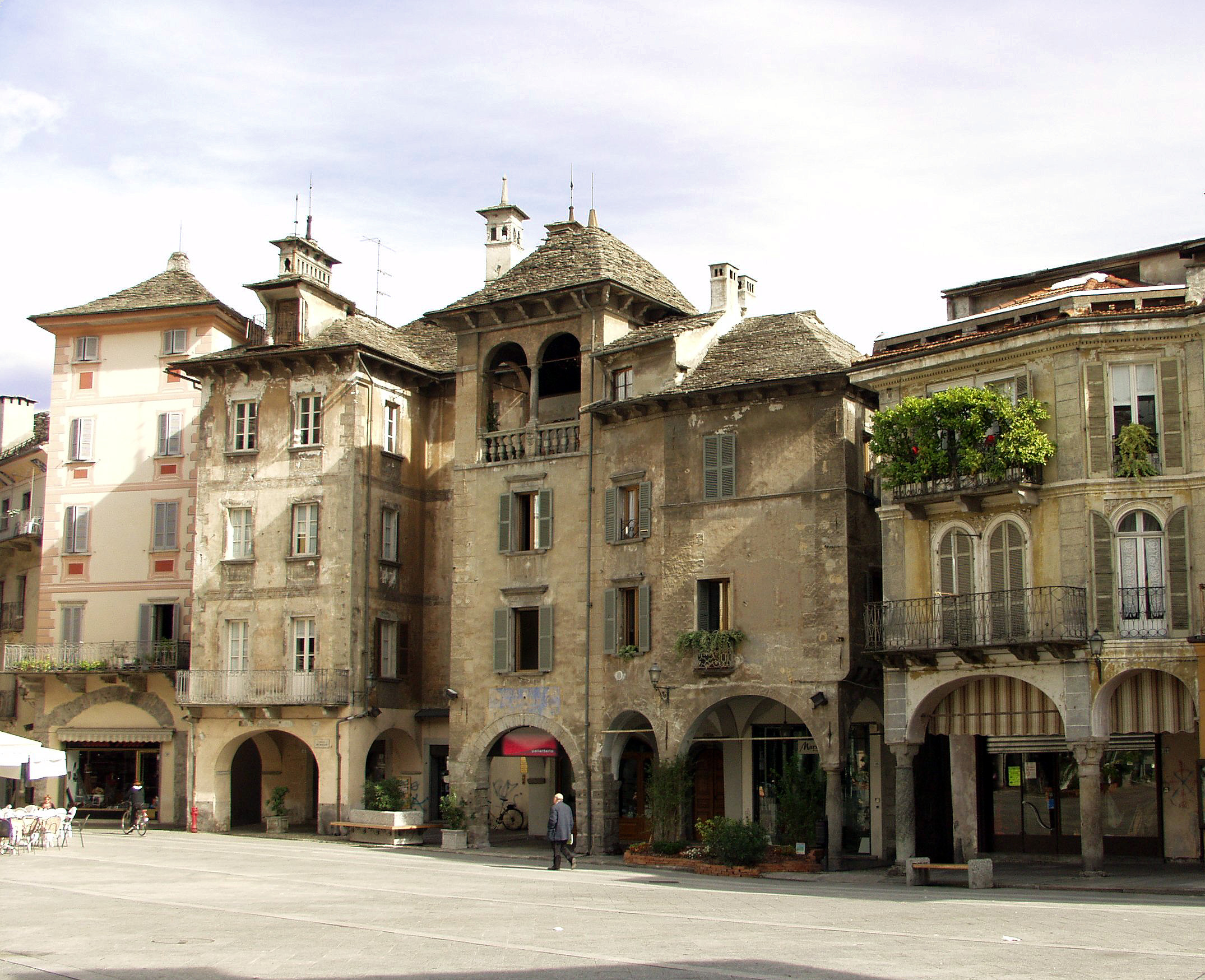
Piazza del Mercato